# Endasys brevicornis
Endasys brevicornis är en stekelart som beskrevs av Luhman 1990. Endasys brevicornis ingår i släktet Endasys och familjen brokparasitsteklar. Inga underarter finns listade i Catalogue of Life.